# Imperial Circus Dead Decadence
Imperial Circus Dead Decadence ist eine im Jahr 2007 gestartete Dōjin-Musikgruppe aus Fukuoka, die verschiedenste Stilrichtungen des Metal miteinander kombiniert, darunter Power-, Symphonic-, Melodic-Death-, Metal- und Deathcore.
Die Band veröffentlichte seit ihrer Gründung drei EPs sowie drei Studioalben.

## Geschichte
Gegründet wurde das Dōjin-Musikprojekt im Jahr 2007 in Fukuoka. Nach mehreren Wechseln innerhalb der Band besteht die Gruppe aus der Sängerin Akira Natsuki, den Gitarristen Kim, Hull und Rib:Y(uhki) – welcher zudem als zweiter Sänger und Bassist fungiert –, sowie aus dem Schlagzeuger Shūhei Kamada. Zudem wird die Gruppe seit jeher von musikalischen Gästen unterstützt, zum Beispiel von Kimiko, der Sängerin der japanischen Power-Metal-Band Bridear.
Das erste Album erschien im Jahr 2009 unter dem Titel Sangeki no Chi ni Sekiku Somatta Ai to Zetsubou no Kuroi Shitoga Tsumugu Saiga no Monogatari und wurde für Dōjin-Projekte üblich aus eigener Tasche finanziert und im Eigenverlag veröffentlicht. Dem Werk folgte in den Jahren 2010 und 2011 mit Haishita Shōjo wa, Haiyoru Konton to Kaikōsu. und Kurooshiku Saita Seisan Na Mukuro Wa Kanaderu, Itooshiku Saita Shōjo Wa Seisen No Kotoba Wo Utau eine EP und das zweite vollwertige Album. In den Jahren 2014 und 2016 folgten zwei weitere EPs mit der Herausgabe von Yomi yori kiko yu, kōkoku no To homura no shōjo und Fushoku Ressentiment, Fushi Yoku no Sarugakuza.
Im April 2022 wurde die Herausgabe des Albums MOGARI – Shi E Fukeru Omoi Wa Rikujoku Sura Kurai, Kanata No Sei Wo Aisuru Tame Ni Inochi Wo Tataeru. für dem 1. Juni 2022 angekündigt. Es ist das dritte Studioalbum der Band und das erste Album nach elf Jahren. Es ist zudem das erste Album, das über ein Musiklabel erschien und eine Notierung in den japanischen Albumcharts erreichen konnte, wo es auf Platz 61 einstieg.

## Musik
Die Musik von Imperial Circus Dead Decadence ist eine Mischung aus verschiedenen Spielarten des Metal. Einflüsse beziehen die Musiker aus dem Symphonic-, Power- und Melodic Death Metal, sowie dem Metal- und Deathcore. Beschrieben wird die Musik der Gruppe unter anderem als einen Melodic-Death-Metal-Hybriden aus Chthonic, den brutalen Symphonien von Fleshgod Apocalypse und dem gothic-dramatischen Hauch von Cradle of Filth.
Viele Stücke erreichen Längen von etwas mehr als acht Minuten. Die auf Japanisch und einer eigens kreierten fiktionalen Sprache, die die Musiker Taihaisekai nennen, verfassten Liedtexte besitzen einen konzeptionellen Handlungsstrang und erzählten düstere, fantastische Geschichten.
Neben den für den extremeren Spielarten des Metal üblichen Growlings, Shoutings und Pig Squeals setzen die Musiker auch klaren, meist weiblichen Gesang ein. So war auch Kimi, die nebenbei Sängerin in der Power-Metal-Band Bridear ist, als Gastsängerin zu hören. Ein weiteres bekanntes Bandmitglied ist Shuhei, welcher auch in der Visual-Key-Band Asriel spielte.
Wie für Musikprojekte aus der Dōjin-Szene üblich ändert sich die Besetzung mit jeder Veröffentlichung leicht, wobei die Gründungsmitglieder den Kern des Projektes bilden und auf jeder Veröffentlichung zu hören sind.

## Diskografie
- 2009: Sangeki no Chi ni Sekiku Somatta Ai to Zetsubou no Kuroi Shitoga Tsumugu Saiga no Monogatari (Album, Eigenverlag)
- 2010: Haishita Shōjo wa, Haiyoru Konton to Kaikōsu. (EP, Eigenverlag)
- 2011: Kurooshiku Saita Seisan Na Mukuro Wa Kanaderu, Itooshiku Saita Shōjo Wa Seisen No Kotoba Wo Utau (Album, Eigenverlag)
- 2014: Yomi yori kiko yu, kōkoku no To homura no shōjo (EP, Eigenverlag)
- 2016: Fushoku Ressentiment, Fushi Yoku no Sarugakuza. (EP, Eigenverlag)
- 2022: MOGARI - Shi E Fukeru Omoi Wa Rikujoku Sura Kurai, Kanata No Sei Wo Aisuru Tame Ni Inoti Wo Tataeru. (Album, Radtone Music)